# 磯前順一
磯前 順一（いそまえ じゅんいち 1961年 - ）は、日本の宗教学者。国際日本文化研究センター研究部教授。専攻は宗教学、批判的理論。

## 経歴
1961年、茨城県で生まれた。静岡大学人文学部日本史・考古学専攻を卒業。東京大学大学院人文科学研究科宗教専攻に進み、1991年に博士課程を中退。
その後、東京大学文学部助手に採用された。1997年、日本女子大学助教授に就いた。2007年、国際日本文化研究センター研究部准教授となった。2015年に同教授昇格。2010年『近代日本の宗教言説とその系譜：宗教・国家・神道』を東京大学に提出して文学博士号を取得。

## 著作

### 単著
- 『土偶と仮面：縄文社会の宗教構造』校倉書房 1994
- 『記紀神話のメタヒストリー』吉川弘文館 1998
- 『近代日本の宗教言説とその系譜　宗教・国家・神道』岩波書店 2003
- 『喪失とノスタルジア：近代日本の余白へ』みすず書房 2007
- 『記紀神話と考古学 歴史的始原へのノスタルジア』角川学芸出版 (角川叢書) 2009
- 『宗教概念あるいは宗教学の死』東京大学出版会、2012
- 『どこにもいないあなたへ：恋愛と学問についてのエッセイ』秋山書店 2013
- 『閾の思考：他者・外部性・故郷』法政大学出版局 2013
- 『ザ・タイガース 世界はボクらを待っていた』集英社新書 2013
- 『死者たちのざわめき　被災地信仰論』河出書房新社 2015
- 『昭和・平成精神史：「終わらない戦後」と「幸せな日本人」』講談社選書メチエ 2019
- 『公共宗教論から謎めいた他者論へ』春秋社 2022
- 『石母田正	暗黒のなかで眼をみひらき』ミネルヴァ書房 (ミネルヴァ日本評伝選) 2023
- 『居場所のなさを旅しよう』世界思想社 教養みらい選書 2023
- 『生者のざわめく世界で 震災転移論』木立の文庫 2024

### 共著
- 『民衆宗教論 宗教的主体化とは何か』（島薗進・安丸良夫共著、東京大学出版会 2019）
- 『これからの天皇制 令和からその先へ』（原武史・菅孝行・島薗進・大澤真幸・片山杜秀共著 春秋社 2020）
- 『世界は不正に満ちている  階層、平等、新たな人文知』(酒井直樹・汪暉・平野克弥共著 法政大学出版局 2024)

### 共編著
- 『近代日本における知識人と宗教 姉崎正治の軌跡』（深澤英隆共編、東京堂出版 2002）
- 『近世朝廷と垂加神道：正親町蔵書の思想史的研究』小倉慈司共編、ぺりかん社 2005）
- 『宗教を語りなおす：近代的カテゴリーの再考』（タラル・アサド共編、みすず書房）
- 『マルクス主義という経験：1930－40年代日本の歴史学』ハリー・ハルトゥーニアン共編、青木書店 2008
- 『安丸思想史への対論：文明化・民衆・両義性』安丸良夫共編、ぺりかん社 2010
- 『「近代の超克」と京都学派　近代性・帝国・普遍性』酒井直樹共編、以文社 2010
- 『宗教概念の彼方へ』山本達也共編、法蔵館 2011
- 『宗教と公共空間: 見直される宗教の役割』島薗進共編、東京大学出版会 2014
- 『ザ・タイガース研究論』黒崎裕介共編、近代映画社 2015
- 『他者論的転回 宗教と公共空間』川村覚文共編、ナカニシヤ出版 2016
- 『〈死者/生者〉論：傾聴・鎮魂・翻訳』佐藤弘夫・鈴木岩弓共編、ぺりかん社 2018
- 『なぜ国際日本研究なのか：「国際日本研究」コンソーシアムシンポジウム記録集』松田利彦・榎本渉・前田志織・吉江弘和共編、晃洋書房 2018
- 『希望の歴史学　藤間生大著作論集』山本昭宏共編、藤間生大著、ぺりかん社 2018
- 『石母田正と戦後マルクス主義史学: アジア的生産様式論争を中心』磯前礼子共編・原秀三郎述、三元社 2019
- 『ポストコロニアル研究の遺産 翻訳不可能なものを翻訳する』タラル・アサド・酒井直樹・プラダン・ゴウランガ・チャラン共編、人文書院 2022

### 翻訳
- 『ナラティヴの権利 戸惑いの生へ向けて』ホミ・K・バーバ著、ダニエル・ガリモア共訳、みすず書房 2009